# Шольц, Генрих (политик)
Генрих Шольц (нем. Heinrich Scholz; 11 декабря 1933, Фридрихсхайн, Нижняя Лужица — 1 марта 2003) — немецкий экономист, министр транспорта ГДР в 1989—1990 годах.

## Биография
Сын торгового служащего Генрих Шольц по окончании народной школы в 1948—1951 годах учился на промышленного коммерсанта. В 1948 году вступил в ССНМ и ОСНП. В 1951—1956 годах работал бухгалтером в Государственной финансовой ревизии ГДР, в 1956—1961 годах руководил бухгалтерией авиакомпании ГДР Deutsche Lufthansa. В 1958 году Шольц вступил в СЕПГ и до 1963 года учился на заочном отделении Высшей школы экономики, где получил диплом экономиста. В 1961—1973 годах Шольц работал в авиакомпании Interflug, где руководил отделом, департаментом и занимал должность заместителя генерального директора.
В 1973 году Шольц перешёл на работу в министерство транспорта, где начинал на должности заместителя руководителя отдела планирования, затем занимал должность руководителя главного отдела экономики. В 1980—1986 годах являлся заместителем министра, в 1986—1989 годах — статс-секретарём. В правительстве Ханса Модрова с ноября 1989 занимал должность министра транспорта и генерального директора железных дорог ГДР. 6 декабря 1989 года на посту главы железных дорог его сменил Герберт Кедди, в феврале 1990 года Шольц подал в отставку с поста министра.